# 10353 Momotaro
10353 Momotaro (1992 YS2) là một tiểu hành tinh vành đai chính được phát hiện ngày 20 tháng 12 năm 1992 bởi S. Otomo ở Kiyosato.